# Brecha digital en Francia
La brecha digital en Francia hace referencia a las diferencias en el acceso a las tecnologías de la información y la comunicación ("TIC") entre personas, hogares y diversos grupos con características demográficas y socioeconómicas variadas en Francia. También abarca las desigualdades en los conocimientos y habilidades necesarias para aprovechar de forma efectiva la información obtenida a través de estas tecnologías. 
La brecha digital se refiere a la desigualdad en el acceso a la tecnología necesaria para utilizar internet y los recursos en línea dentro de una población. Esta brecha provoca un deterioro en la calidad de vida de quienes no tienen acceso a la tecnología, mientras que la calidad de vida de quienes sí lo tienen mejora de manera exponencial. Aunque el fenómeno de la brecha digital ha existido durante siglos, en la actualidad, en la mayoría de los países, se está reduciendo de forma notable gracias al aumento en la disponibilidad de dispositivos electrónicos asequibles con capacidad para conectarse a internet. Esto ha generado una competencia extraordinaria en los mercados tecnológicos, permitiendo que incluso en las áreas de menores ingresos haya mayor acceso a nuevas tecnologías con conexión a internet. Sin embargo, a pesar de este aumento en la exposición a la tecnología, persisten otros factores que limitan el acceso y continúan alimentando esta brecha. Estas desigualdades siguen dividiendo a las naciones y dificultando que los grupos históricamente desfavorecidos puedan alcanzar los estándares sociales necesarios para prosperar en la sociedad actual. 
En Francia, las tres brechas digitales principales se identifican como diferencias generacionales, sociales y culturales, según un informe del Centro de Análisis Estratégico del gobierno francés. La brecha generacional afecta principalmente a las personas mayores, quienes suelen ser las menos familiarizadas con las tecnologías más recientes. La brecha social impacta a los sectores más pobres, ya que disponen de menos recursos económicos para adquirir dispositivos tecnológicos. Por último, la brecha cultural perjudica a quienes tienen menos formación académica, al contar con menos oportunidades para utilizar la tecnología de manera adecuada. 

## Accesibilidad a Internet
En Francia, el acceso a internet no está distribuido de manera equitativa entre toda la población.  Los principales factores que influyen en la accesibilidad a internet dentro de la comunidad francesa son la edad, el nivel educativo y los ingresos. Se ha observado que el acceso a internet es significativamente mayor entre los residentes franceses menores de 30 años, aquellos que han cursado algún nivel de educación superior y quienes están actualmente empleados o estudiando. 

### Edad
En Francia, el acceso a internet disminuye a medida que aumenta la edad. Las personas menores de 30 años presentan los niveles más altos de acceso, siendo los estudiantes franceses el grupo con mayor conectividad. Sin embargo, a partir de los 30 años, este acceso comienza a reducirse de forma notable, alcanzando su punto más bajo entre los mayores de 59 años. 
Menos del 17 % de las personas mayores de 75 años tienen una computadora en su hogar. En contraste, más del 90 % de las personas de entre 15 y 24 años cuentan con una computadora en casa. Esta diferencia evidencia una brecha considerable, especialmente entre los adultos mayores, quienes representan aproximadamente el 20 % de la población. 

### Educación
El nivel educativo tiene una relación directa con el acceso a internet, mostrando un aumento significativo a medida que se alcanza una mayor formación académica. Existe una marcada diferencia entre la educación primaria y secundaria: quienes han completado la educación secundaria tienen cuatro veces más acceso a internet que aquellos con solo educación primaria. Además, los títulos de educación superior muestran un incremento exponencial en la accesibilidad a internet. 

### Ingreso
Los hogares con mayores niveles de ingresos reflejan un acceso superior a internet. Las personas con salarios más altos tienen mayores posibilidades de costear una conexión a internet. Esta tendencia también se observa al comparar a la población empleada con la desempleada, siendo los empleados un 40 % más propensos a tener acceso a internet. 
Entre las personas con los ingresos más bajos en Francia, solo el 34 % cuenta con una computadora en casa y apenas el 28 % tiene conexión a internet. En contraste, el 91 % de quienes poseen un nivel de riqueza considerable tienen una computadora en el hogar, y el 87 % dispone de conexión a internet. 

## Idioma
Un sistema de lenguas generalmente forma parte de las tecnologías de la información y la comunicación . Algunos idiomas son más predominantes que otros en las TIC. Según datos recopilados en 2007, el 45% de la información en internet está en inglés, mientras que el 4,41% está en francés.  Un estudio separado publicado por la UNESCO en 2009 comparó la cantidad de artículos de Wikipedia disponibles por idioma. En inglés había 2.259.431 artículos (23,078%), mientras que en francés había 629.004 artículos (6,425%).  De la población total en Francia, solo el 39% habla inglés. 

## Soluciones
Francia ha logrado un impacto significativo en la reducción de la brecha digital. Los avances tecnológicos y los programas financiados por el gobierno han dado lugar a diversas soluciones innovadoras, lo que ha contribuido a estrechar la brecha entre las clases sociales en el país en términos de acceso a internet y disponibilidad de tecnología.
En 2004, el gobierno francés lanzó un programa para reducir la brecha digital en el país, ofreciendo una computadora con acceso a internet de alta velocidad a 1,2 millones de sus ciudadanos más pobres por solo 1 euro al día. El objetivo principal era garantizar que tuvieran acceso a la creciente cantidad de servicios gubernamentales disponibles en línea. El primer ministro Villepin anunció el plan tras una reunión del comité interministerial para la Sociedad de la Información. Un proyecto similar, también iniciado en 2004, tenía como objetivo proporcionar computadoras con conexión a internet a los estudiantes universitarios, igualmente por 1 euro al día. Entre septiembre de 2004 y septiembre de 2005, la cantidad de estudiantes con portátiles aumentó del 8 al 22 por ciento. 
En 2011, el Centro Francés de Análisis Estratégico publicó varias recomendaciones para reducir la brecha digital. Dado que existen múltiples brechas digitales, se decidió tomar medidas políticas para cerrar estas disparidades. Además, se planea utilizar campañas de información pública para educar a la población.  Para los hogares pobres y no educados, se trabajará en reducir los costos asociados con el acceso a las redes y se ofrecerá apoyo en la compra de diversos dispositivos que permitan acceder a esas redes. También se están realizando esfuerzos para integrar mejor a las personas mayores en la sociedad digital, ofreciéndoles asistencia y educación para que puedan participar activamente en este entorno.  Se impulsará la integración de las tecnologías digitales en la educación, con el fin de promover buenas prácticas en internet y reducir las desigualdades en las escuelas. Por último, se busca destacar a los "nativos digitales", es decir, a aquellos que nacieron en el mundo digital y han adaptado nuevos comportamientos sociales gracias a la forma en que integran la tecnología interactiva en sus vidas. 

## Sistema Minitel
El sistema Minitel fue uno de los primeros intentos de Francia para reducir la brecha causada por la digitalización. Influenciado en gran medida por el gobierno francés, el sistema se introdujo en 1983 y "sentó las bases para el futuro digital de Francia"  El sistema permitía a los usuarios de teléfonos franceses acceder a bases de datos en línea a través de su propia línea telefónica, sin costo adicional. El servicio de videotex se utilizaba mediante un monitor con interfaz de texto y un teclado.  Inicialmente, el sistema solo ofrecía acceso a servicios básicos como las guías telefónicas; sin embargo, en poco tiempo, los usuarios pudieron acceder a numerosos servicios en línea que les permitían, entre otras cosas, consultar y pagar facturas y hacer compras en línea. Francia Telecom hizo el servicio más accesible, al agrupar las compras en línea y las facturas telefónicas de los usuarios. El sistema Minitel siguió creciendo y llegó a ofrecer acceso a "más de 20,000 servicios en línea antes de que la World Wide Web comenzara a despegar".  A finales de los años 80, "todos los adultos que vivían en Francia tenían acceso a la red". El sistema resultó ser muy exitoso y continuó ofreciendo contenido en línea a los usuarios de teléfonos franceses hasta su desaparición en 2012. 

## Bibliotecas
Uno de cada cuatro usuarios de internet en Europa se conecta solo fuera de su hogar, lo que implica que una cuarta parte de los usuarios actuales no tendrían acceso a la red si no fuera por lugares con acceso público gratuito, como las bibliotecas apoyadas por programas gubernamentales.  Las bibliotecas de Francia se consideran en gran medida influenciadas por sus intenciones políticas de nivelar el éxito y los niveles educativos entre las distintas clases sociales.  Estas bibliotecas están estratégicamente ubicadas en áreas de bajos ingresos y en las periferias de las grandes ciudades, donde los ingresos suelen ser más bajos y las tasas de criminalidad y desempleo son más altas.  A diferencia de Estados Unidos y otros países comparables, las bibliotecas francesas tienen horarios extendidos y están abiertas todos los días de la semana. Los bibliotecarios que trabajan en estas instalaciones suelen tener el objetivo de ayudar a las comunidades más desfavorecidas a mejorar su educación y aprender a utilizar nuevas tecnologías. Estas instalaciones han demostrado ser fundamentales para reducir la brecha entre las clases sociales de altos y bajos ingresos, exponiendo a los ciudadanos de áreas de bajos recursos a nuevas tecnologías, proporcionándoles acceso a internet y, por lo tanto, contribuyendo a la reducción de las tasas de desempleo. 